# 廣州東站事件
廣州東站事件，又稱東站事件，是1962年6月發生於中華人民共和國廣東省廣州市涉及逃港的大型公眾事件。
1962年6月1日，傳言英国女王生日來臨，英屬香港政府將實行大赦边境3日，無需通行证也可进入香港。於是上萬廣州市民湧向广州大沙头火车站，堵住周圍的道路，打算擠上火車前往中港邊境。
广州市副市长孙乐宜和警察聞訊後前往現場维持秩序，有些买不到车票和無法登上火車的人不滿，與警察發生衝突，並冲击东站派出所，掀翻公安局的宣传车。
6月2日凌晨1时起，廣州市宣布戒严，大批警察增援火車站，在火車站聚集的人群在警察趕來增援後撤離。公安局逮捕16人，劳动教养22人，行政拘留34人。之后广州市委在全市开展备战镇反运动。